# Adobo

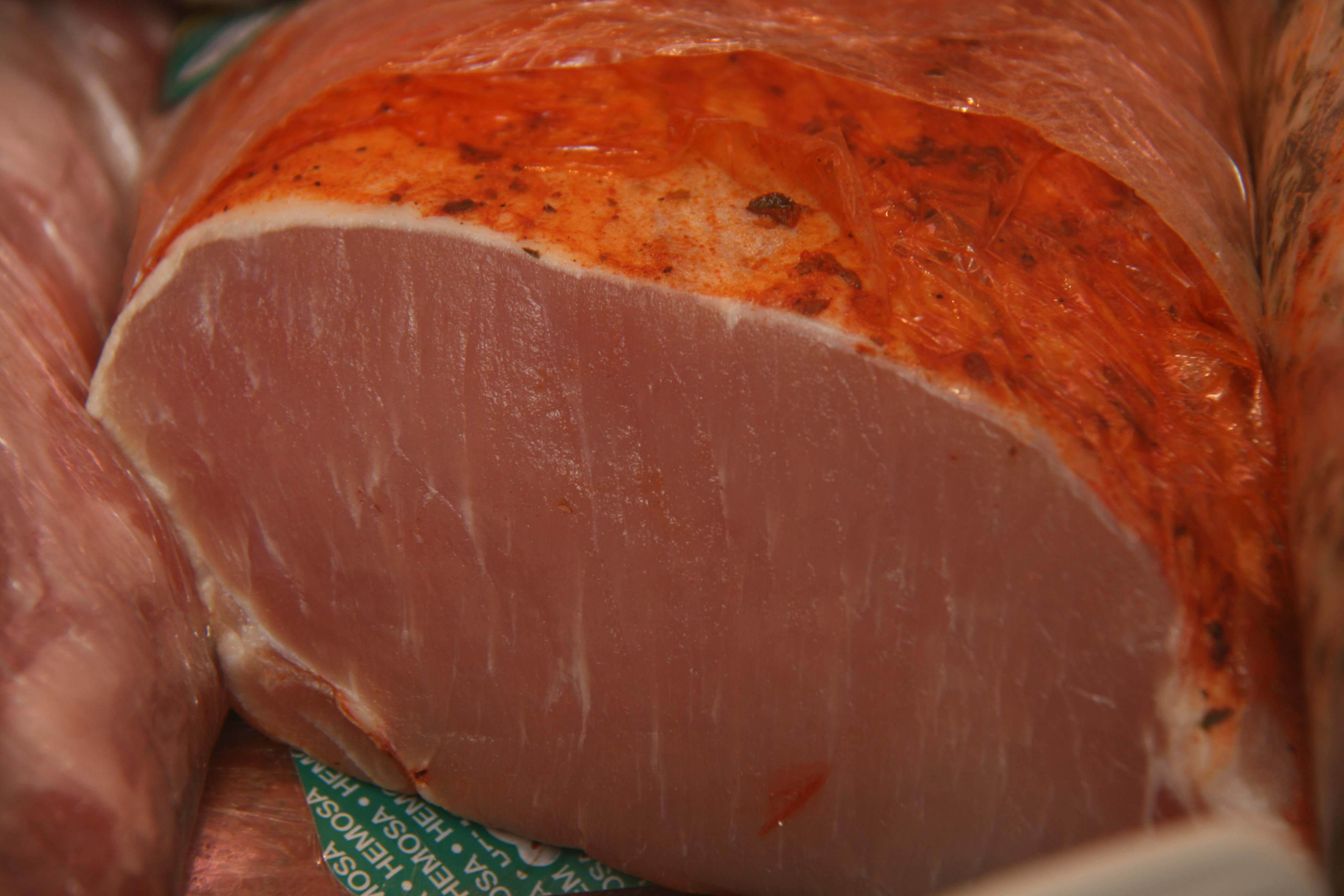
La lonza in adobo con il tipico colore rosso

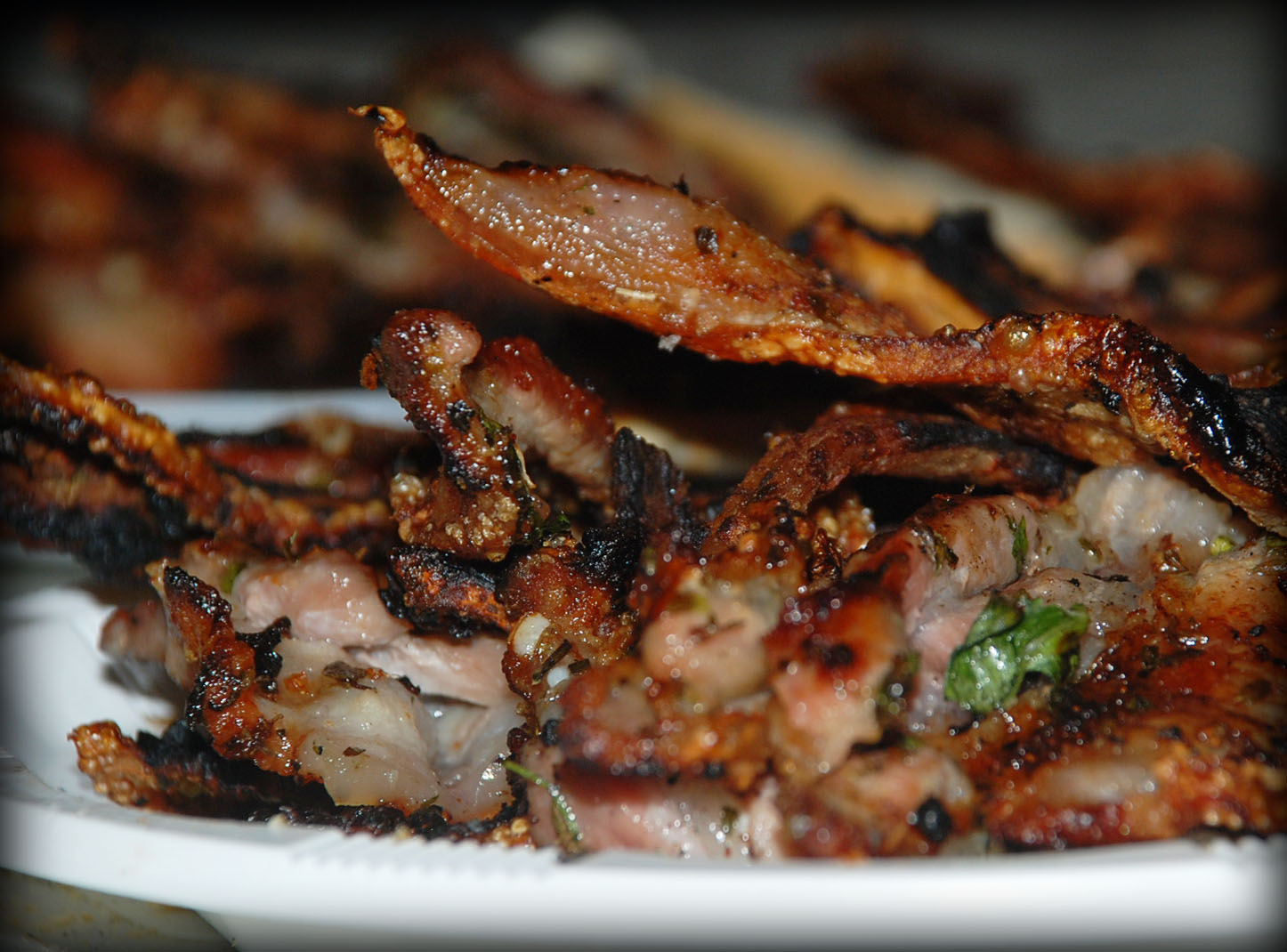
Pancetta in adobo con aglio, origano e basilico, asada al fuoco. Tipico piatto delle festività nella Meseta a nord della Spagna

L'adobo è una tecnica di conservazione che prevede l'immersione di carne o pesce ancora crudi in un brodo o una salsa fatta di vari ingredienti: paprika (il più comune), origano, sale, aglio e aceto, mescolati secondo una procedura e a seconda dell'alimento usato, con l'obiettivo principale di conservare e migliorare il cibo.
La tecnica di cucina è tipica della cucina spagnola ma successivamente è stata adottata anche dalla cucina peruviana (Lima e Tacna) e filippina .

## Diverse accezioni
- In Messico con adobo  ci si riferisce ad un condimento o una salsa a base di differenti tipi di chili, tra cui il chipotle e l'ancho (che è il chili popolare messo a seccare e di colore rosso) che si usa per marinare e dare un sapore piccante
- in Venezuela il nome adobo fa riferimento ad una miscela di sale con diverse spezie (tecnicamente conosciuta come "sale condito").[3]
- in Costa Rica adobar ha lo stesso significato di marinare.
- in Uruguay si chiama così un miscuglio di spezie tra cui origano, aglio, basilico e peperoni, e si dice "adobar" nell'atto di coprire la carne con questo condimento.

## Piatti con Adobo
- Cazón en adobo - Preparazione alla cadicese
- Berenjenas de Almagro - Encurtido de berenjena típico della cucina di Castilla-La Mancha
- Lomo en adobo